# Himlen Brænder
Himlen Brænder er en dansk kortfilm fra 2014 instrueret af Daniel Thomas Stroh efter eget manuskript.

## Handling
Den anerkendte journalist Eyvind Aakjær tager til Fosdalen i Nordjylland for at mødes med en mystisk kunstner. Interviewet ender dog med at få et helt andet udfald, end han havde regnet med.